# Форсайт (Монтана)
Форсайт (англ. Forsyth) — місто (англ. city) в США, в окрузі Роузбад штату Монтана. Населення — 1647 осіб (2020).

## Географія
Форсайт розташований за координатами 46°15′58″ пн. ш. 106°40′42″ зх. д. / 46.26611° пн. ш. 106.67833° зх. д. (46.265988, -106.678284).  За даними Бюро перепису населення США в 2010 році місто мало площу 2,57 км², уся площа — суходіл. В 2017 році площа становила 3,03 км², з яких 2,98 км² — суходіл та 0,05 км² — водойми.

### Клімат
| Клімат : Форсайт                                        | Клімат : Форсайт | Клімат : Форсайт | Клімат : Форсайт | Клімат : Форсайт | Клімат : Форсайт | Клімат : Форсайт | Клімат : Форсайт | Клімат : Форсайт | Клімат : Форсайт | Клімат : Форсайт | Клімат : Форсайт | Клімат : Форсайт | Клімат : Форсайт |
| Показник                                                | Січ.             | Лют.             | Бер.             | Квіт.            | Трав.            | Черв.            | Лип.             | Серп.            | Вер.             | Жовт.            | Лист.            | Груд.            | Рік              |
| Абсолютний максимум, °C                                 | 21,1             | 22,8             | 30,0             | 32,8             | 37,2             | 41,1             | 43,3             | 40,6             | 38,9             | 33,9             | 27,8             | 21,1             | 43,3             |
| Середній максимум, °C                                   | 0,7              | 4,0              | 10,1             | 16,6             | 21,6             | 26,7             | 31,7             | 30,8             | 24,5             | 16,7             | 7,8              | 1,6              | 16,1             |
| Середній мінімум, °C                                    | −12,9            | −10,3            | −4,8             | 0,6              | 6,0              | 10,8             | 14,1             | 12,8             | 6,9              | 0,7              | −6,2             | −11,7            | 0,6              |
| Абсолютний мінімум, °C                                  | −38,9            | −38,9            | −32,8            | −17,2            | −7,2             | 1,1              | 5,0              | 0,0              | −7,2             | −23,9            | −32,8            | −42,2            | −42,2            |
| Норма опадів, мм                                        | 12               | 11               | 22               | 37               | 66               | 57               | 34               | 28               | 35               | 31               | 18               | 13               | 364              |
| ------------------------------------------------------- | ---------------- | ---------------- | ---------------- | ---------------- | ---------------- | ---------------- | ---------------- | ---------------- | ---------------- | ---------------- | ---------------- | ---------------- | ---------------- |
| Джерело: https://wrcc.dri.edu/cgi-bin/cliMAIN.pl?mt3098 |                  |                  |                  |                  |                  |                  |                  |                  |                  |                  |                  |                  |                  |

## Демографія
Згідно з переписом 2010 року, у місті мешкало 1777 осіб у 807 домогосподарствах у складі 472 родин. Густота населення становила 691 особа/км².  Було 921 помешкання (358/км²).
Расовий склад населення:
| - 95,0 % — білих - 1,6 % — корінних американців - 0,8 % — азіатів - 0,5 % — чорних або афроамериканців - 0,1 % — вихідців з тихоокеанських островів |

До двох чи більше рас належало 1,5 %. Частка іспаномовних становила 2,4 % від усіх жителів.
За віковим діапазоном населення розподілялося таким чином: 22,2 % — особи молодші 18 років, 57,8 % — особи у віці 18—64 років, 20,0 % — особи у віці 65 років та старші. Медіана віку мешканця становила 46,4 року. На 100 осіб жіночої статі у місті припадало 100,3 чоловіків;  на 100 жінок у віці від 18 років та старших — 95,3 чоловіків також старших 18 років.
Середній дохід на одне домашнє господарство  становив 56 726 доларів США (медіана — 43 696), а середній дохід на одну сім'ю — 75 830 доларів (медіана — 63 594). Медіана доходів становила 47 900 доларів для чоловіків та 25 588 доларів для жінок. За межею бідності перебувало 6,1 % осіб, у тому числі 1,9 % дітей у віці до 18 років та 9,3 % осіб у віці 65 років та старших.
Цивільне працевлаштоване населення становило 950 осіб. Основні галузі зайнятості: мистецтво, розваги та відпочинок — 18,7 %, освіта, охорона здоров'я та соціальна допомога — 17,8 %, сільське господарство, лісництво, риболовля — 13,9 %, роздрібна торгівля — 10,5 %.